# Isidoro San José
Isidoro San José Pozo (né le 27 octobre 1955 à Madrid en Espagne) est un joueur de football international espagnol, qui évoluait au poste de milieu de terrain.

## Biographie

### Carrière en sélection
Avec l'équipe d'Espagne, il joue 13 matchs (pour aucun but inscrit) entre 1977 et 1979. Il figure notamment dans le groupe des sélectionnés lors de la coupe du monde de 1978. Lors du mondial, il joue contre l'Autriche, le Brésil et la Suède.
Il dispute également les JO de 1976, prenant part à deux rencontres (Brésil et RFA).

## Palmarès
Real Madrid
| - Championnat d'Espagne (4) : - Champion : 1977-78, 1978-79, 1979-80 et 1985-86. - Coupe d'Espagne (3) : - Vainqueur : 1973-74, 1979-80 et 1981-82. |  | - Coupe de la Ligue d'Espagne (1) : - Vainqueur : 1984-85. - Ligue Europa (2) : - Vainqueur : 1984-85 et 1985-86. |